# 生活手帖
《生活手帖》（日语：／ Kurashi no Techo ?）是日本的家庭綜合生活雜誌，最初本來是「生活的⋯」「⋯手帖」因為誤記而成了正式的雜誌名稱《生活手帖》，每兩個月發行一冊，現在以東京都新宿區北新宿做為據點，2015年8月開始由澤田康彦擔任總編輯。

## 雜誌簡介
1946年3月花森安治與大桥镇子於銀座8丁目創立了「衣装研究所」，在戰後任何物資都不夠的社會環境之下，提供給想要美麗漂亮過生活的女性一本服裝雜誌《Style Book》
。1948年9月，以支撐健康的「食」和守護家庭的「住」為主題，《Style Book》更名為《美麗的生活手帖》並將公司名字改成「生活手帖社」。第二次世界大戰期間，大桥镇子在防空洞中想著自己想看、想瞭解的書籍，思考在戰爭時期沒辦法去學校讀書的女性們應該也會喜歡。花森安治則是反省著戰爭，瞭解獨自生活的重要性，希望能夠生活在和平的世界。兩個人就在這樣沒有甚麼物資的環境下，開始創辦雜誌介紹手作傢俱、裁縫衣服的雜誌。幾年後經濟成長、物資豐饒，因為長期介紹許多優質又有品味的生活用品而深受讀者高評價支持，創業超過半世紀至今仍然持續發刊，並且從來沒有刊登任何廣告。近年來商業社會發達，在以工作為重的現代，《生活手帖》提供給沒有辦法每日過好生活的父母與小孩，一本重新過好生活的提案文章。

## 歷史沿革
- 1946年（昭和21年）3月：大桥镇子在東京都中央区銀座8丁目的日吉大樓3樓開設衣裳研究所並出任社長
- 1946年（昭和21年）6月：衣裳研究所首本刊物《Style Book》創刊發行
- 1948年（昭和23年）9月：《美麗的生活手帖》創刊，衣裳研究所更名為「生活手帖社」
- 1951年（昭和26年）1月：組織變更為股份有限公司
- 1953年（昭和28年）11月：於東京都港區東麻布3丁目開設「生活手帖研究室」，並將雜誌更名為《生活手帖》
- 1954年（昭和29年）11月：雜誌第26期首次看在商品試用文〈日用品試用報告1 襪子〉
- 1956年（昭和31年）2月：因為對新形式婦人家庭雜誌做出貢獻，獲得第4回菊池寛賞
- 1969年（昭和44年）8月：第96期刊載了〈戰爭中的生活記錄〉
- 1971年（昭和46年）11月：出版的《からだの読本》獲得第25回毎日出版文化賞
- 1972年（昭和47年）3月：花森安治寫的《一銭五厘の旗》榮獲第23回讀賣文學賞
- 1972年（昭和47年）8月：為受到壓抑的主婦權益和幸福支援，花森安治獲得ラモン・マグサイサイ賞。
- 1974年（昭和49年）1月：出版社從銀座日吉大樓搬到六本木三丁目
- 1994年（平成6年）2月：大桥镇子出版的《すてきなあなたに》獲得第10回東京都文化賞
- 1995年（平成7年）11月：出版社從六本木搬到東京都港區東麻布3丁目
- 2003年（平成15年）12月：出版社搬移到東京都新宿區北新宿1丁目
- 2006年（平成18年）10月：松浦彌太郎接任《生活手帖》總編輯一職[4]
- 2015年（平成27年）8月：澤田康彦接任《生活手帖》總編輯一職[5]
- 2016年（平成28年）4月：以《生活手帖》兩位創辦人花森安治與大桥镇子故事改編的NHK第94部晨間小說連續劇《大姊當家》預定播出[6]

## 歷屆總編
- 花森安治（1946－1978）
- 大桥镇子（1978[7]－2006）
- 松浦彌太郎（2006－2015[8]）
- 澤田康彦（2015[5]ー）

## 引用來源
1. ↑  . 日本雑誌協会.   [2016年1月6日]. （原始内容存档于2019年7月29日） （日语）.
2. ↑  2ya. . 豆瓣. 2010年10月11日  [2016年1月6日]. （原始内容存档于2016年3月9日） （中文（中国大陆））. 二战刚结束时的日本一片萧条，除了已成焦土的长崎和广岛，东京在经历了美军的地毯式轰炸后，昔日的繁华与时尚也荡然无存。钻过防空壕的两位年轻人——花森安治与大桥镇子，有感于数年以来日本国民生活品质的崩坏，在东京中央区银座创办服装研究所及《Style Book》杂志（后一度更名为《美丽的生活手帖》，最终定名为《生活手帖》），旨在提升普通日本人的生活质量和审美情趣。时为二战结束翌年，1946年。
3. ↑  許哲寧. . 雜誌上癮俱樂部. 2013年12月25日  [查閱日期] （中文（臺灣））. 《#暮しの手帖》12/1月號，封面是雪地裡的溫暖柴火，內容有秘傳日式漢堡排、適合冬季的果醬、洋服收納術⋯⋯。
4. ↑  林怡芬. . 大塊文化.   [2016年1月6日]. （原始内容存档于2016年3月4日） （中文（臺灣））. 為什麼《生活手帖》會改版呢，原因是文化界熟悉的編輯人松浦弥太郎接手了總編輯的工作。2006年十月松浦弥太郎對外宣佈接手此任務時，大家對這位經營書店多年，也企劃過多本好書、好展覽的人物，將帶領《生活手帖》到什麼方向，感到十分的好奇，也成為出版界矚目的焦點話題。
5. 1 2  . 新文化. 2015年8月7日  [2016年1月6日]. （原始内容存档于2016年5月12日） （日语）. 8月20日付で、「暮しの手帖」編集長に元マガジンハウスの澤田康彦氏を招聘する。澤田氏は、同誌2016年早春号より制作指揮を執る。澤田氏は1982年マガジンハウスに入社。宣伝部を経て、「BRUTUS」「Tarzan」「オリーブ」などの雑誌編集に携わり、2005年に書籍部編集長に就任。2010年に退職してからはフリーランスで出版界に関わってきた。
6. ↑  李賢珍. . 台灣大紀元. 2015年11月10日  [2016年1月6日] （中文（臺灣））. NHK電視台2016年的晨間小說連續劇《當家姐姐》是以日本雜誌《生活手帖》創辦人大橋鎮子、花森安治的真實故事改編。劇情講述11歲喪父的小橋常子（高畑充希飾）從靜岡前往東京，於1946年創辦了女性雜誌，在天才編輯花山伊佐次的協助之下，在戰後經濟成長時期成為女性風靡的雜誌。
7. ↑  . 幕末·維新風雲伝.   [2016年1月6日]. （原始内容存档于2021年1月28日） （日语）. 　1978年に、死の2日前まで編集を続けた花森安治が死去すると、大橋鎭子自身が編集長も兼務しましたが、2004年に社長を退いて、横山泰子が社長に就任すると、2007年には松浦弥太郎が編集長に迎えられて、時代に合った雑誌となり、商品テストの記事などは掲載が中止され、雑誌のスタイルも変更されました。
8. ↑  許哲寧. . 秋刀魚. 2015年4月6日  [2016年1月6日] （中文（臺灣））. 不僅是青年的未來嚮導、也是成年人的心靈藥劑，中目黑「COW BOOKS」店長和剛卸任《暮しの手帖‬》的作家松浦弥太郎‬，今天出版新書《正直‬》，想傳達49歳以來的成長經驗，寫一本人生教科書，為讀者打氣加油。[永久]

## 外部連結
- （日語）生活手帖的官方網站 （页面存档备份，存于）
- （日語）生活手帖的Facebook專頁
- （日語）生活手帖的X（前Twitter）